# 大螲蟷
大螲蟷（音「跌噹」）为盤腹蛛科大螲蟷属的动物。分布于台湾等地，生活习性为穴居。该物种的模式产地在台湾。